# Sabina de Brandeburgo-Ansbach
Sabina de Brandeburgo-Ansbach (Ansbach, 12 de mayo de 1529-Berlín, 2 de noviembre de 1575) fue una princesa de Brandeburgo-Ansbach por nacimiento, y electora de Brandeburgo por matrimonio.

## Biografía
Sabina era hija del margrave Jorge de Brandeburgo-Ansbach (1484-1543) y de su segunda esposa, Eduviges de Münsterberg-Oels (1508-1531), hija del duque Carlos I de Münsterberg-Oels. La princesa fue criada por su madrastra, Emilia de Sajonia, en la fe luterana.
El 12 de febrero de 1548, se casó en Ansbach con el elector Juan Jorge de Brandeburgo (1525-1598), quien era viudo de su primera esposa, Sofía de Legnica, prima carnal de Sabina. El día antes de la ceremonia, solemnemente renunció a su posible herencia paterna. Residía con su familia en el castillo de Zechlin, en Rheinsberg, cerca de Wittstock, donde se preocupaba por el bienestar de sus hijos, y también por su hijastro, Joaquín Federico, quién más tarde se convertiría en elector de Brandeburgo. Su estilo de vida ahorrativo causó que Rheinsberg prosperara por algún tiempo.
Después de que su marido se convirtió en elector en 1571, Sabina tuvo influencia en los asuntos religiosos y fue mecenas en iglesias y escuelas. Apoyaba a los enfermos y a los pobres, y tenía contacto personal y regular con el médico Leonhard Thurneysser.
Sabina murió el 2 de noviembre de 1575, a los 46 años, y fue enterrada en la Catedral de Berlín.

## Descendencia
1. Jorge Alberto (1555-1557).
2. Juan.
3. Alberto.
4. Magdalena Sabina.
5. Edmunda (26 de junio de 1561-13 de noviembre de 1623), casada en 1577 con el duque Juan Federico de Pomerania.
6. María.
7. Magdalena.
8. Margarita.
9. Ana María (3 de febrero de 1567-4 de noviembre de 1618), casada en 1581 con el duque Barnim X de Pomerania.
10. Sofía (6 de junio de 1568-7 de diciembre de 1622), casada en 1582 con el elector Cristián I de Sajonia.